# Hōjō Tokinori
Hōjō Tokinori (北条時範, 1264-11 septembre 1307), membre du clan Hōjō, est le douzième kitakata rokuhara Tandai (sécurité intérieure de Kyoto) de 1301 à 1303. 